# Record (stacja telewizyjna)
Record – brazylijska stacja telewizyjna, założona w 1953 roku. Siedziba stacji znajduje się w São Paulo.